# Friedrich Stein von Kaminski
Johann Friedrich Wilhelm Stein von Kaminski (* 11. März 1791 in Groß-Czapielken; † 6. August 1846 in Fürstenwalde/Spree) war ein preußischer Generalmajor.

## Leben

### Herkunft
Friedrich Stein von Kaminski war ein Sohn des preußischen Amtsrats Georg Heinrich Stein von Kamienski (1764–1838) und dessen Ehefrau Johanna Renate, geborene Frisch (1758–1832). Sein Vater war Herr auf Wyczechowo und Groß-Czapielken.

### Militärkarriere
Nach dem Besuch der Schule in Danzig trat Kaminski im Januar 1805 als Junker in das Husarenregiment „von Usedom“ der Preußischen Armee ein. Im Vierten Koalitionskrieg kämpfte er in den Gefechten bei Halle (Saale), Waren und Lübeck.
Nach dem Frieden von Tilsit stieg Kaminski Anfang Dezember 1807 zum Kornett auf und nahm am 27. Dezember 1808 seinen Abschied, um in fremde Dienste treten zu können. Am 5. April 1809 erhielt er den Charakter als Sekondeleutnant und wurde am 4. Oktober 1809 mit einem Patent zu diesem Dienstgrad dem Westpreußischen Ulanen-Regiment aggregiert, sowie am 13. Juli 1810 mit Patent vom 15. Dezember 1807 einrangiert.
Während der Befreiungskriege wurde Kaminski in der Schlacht bei Großgörschen verwundet. Er kämpfte bei Großbeeren, Dennewitz, Lille und Belle Alliance. Für sein Verhalten bei Lannois wurde ihm das Eiserne Kreuz II. Klasse verliehen.
Am 9. November 1815 wurde er zum Premierleutnant befördert und avancierte am 27. September 1827 zum Rittmeister und Eskadronchef. Im Jahr 1832 wurde er mit dem Dienstkreuz ausgezeichnet und am 14. Dezember 1833 zum Major befördert. Im Jahr 1835 bekam er den Sankt-Stanislaus-Orden II. Klasse. Mit seiner Beförderung zum Oberstleutnant beauftragte man Kaminski am 7. April 1742 zunächst mit der Führung des 3. Ulanen-Regiments und ernannte ihn am 10. Januar 1843 zum Regimentskommandeur. In dieser Stellung erhielt er am 17. September 1843 den Roten Adlerorden IV. Klasse sowie Orden der Heiligen Anna II. Klasse und stieg im März 1845 zum Oberst auf. Unter Verleihung des Charakters als Generalmajor nahm Kaminski am 5. März 1846 seinen Abschied mit der gesetzlichen Pension. Er starb kurze Zeit später am 6. August 1846 in Fürstenwalde/Spree.

### Familie
Kaminski heiratete am 3. Juli 1829 in Rackschütz Wilhelmine von Dobschütz (1798–1854). Das Paar hatte keine eigenen Kinder und adoptiert daher das Mädchen Therese (1836–1911), die 1854 Guido von Stoesser (1826–1896), Herr auf Rackschütz und Leutnant im Garde-Husaren-Regiment ehelichte. Er war ab 1879 Vertreter Oberschlesiens in der Schlesischen Generallandschaftsdirektion und Direktor der Schlesischen landschaftlichen Bank.